# 博里耶尔
博里耶尔（法語：Beaurières，法語發音：[boʁjɛʁ]）是法国德龙省的一个市镇，属于迪镇区。

## 地理
博里耶尔（44°34'18"N, 5°33'34"E）面积24.58 平方千米，位于法国奥弗涅-罗讷-阿尔卑斯大区德龙省，该省份为法国东南部内陆省份，北起顺时针与伊泽尔省、上阿尔卑斯省、上普罗旺斯阿尔卑斯省、沃克吕兹省和阿尔代什省接壤。
与博里耶尔接壤的市镇（或旧市镇、城区）包括：拉博姆、迪瓦地区博蒙、沙朗、瓦勒马拉韦勒、迪瓦地区莱什、莱普雷、瓦尔德龙。

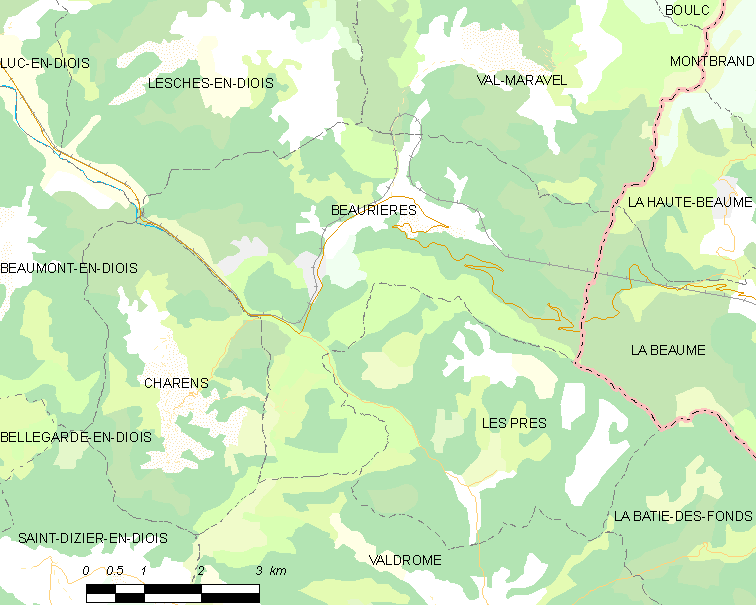
博里耶尔的OSM定位图

博里耶尔的时区为UTC+01:00、UTC+02:00（夏令时）。

## 行政
博里耶尔的邮政编码为26310，INSEE市镇编码为26040。

## 政治
博里耶尔所属的省级选区为迪瓦县。

## 人口

1962-2008年间博里耶尔人口变化图示

博里耶尔于2022年1月1日时的人口数量为78人。